# 马家堡街道
马家堡街道，是中华人民共和国北京市丰台區下辖的一个乡镇级行政单位。2021年5月，其南四环中路以南区域被划入南苑街道。

## 名称
马家堡本名马家铺，源于明末清初一间由回民马氏兄弟开设的小饭铺，此后因生意日渐红火而改为客栈，乾隆年间在周边开设店铺的人数增多，逐渐形成聚落，因马氏兄弟最早在此开店而称马家铺，后谐音为马家堡，且“铺”与“堡”均为驿站之义。

## 行政区划
马家堡街道下辖以下地区：
嘉园一里社区、嘉园二里社区、嘉园三里社区、西里第一社区、西里第二社区、西里第三社区、双晨社区、角门东里西社区、晨宇社区、欣汇社区、富卓苑社区、玉安园社区、城南嘉园社区、枫竹苑社区、星河苑社区、镇国寺社区和北甲地社区。